# جيمس غيب
جيمس غيب (بالإنجليزية: James Gibb)‏ هو فلاح وسياسي أسترالي، ولد في 30 يونيو 1843 في أستراليا، وتوفي في 22 فبراير 1919. حزبياً، نشط في حزب التجارة الحرة. وقد انتخب عضو الجمعية التشريعية فيكتوريا عن دائرة Electoral district of Mornington ‏ (28 فبراير 1880 – 19 فبراير 1886) وانتخب عضو مجلس النواب الأسترالي عن دائرة Division of Flinders ‏ (16 ديسمبر 1903 – 12 ديسمبر 1906).